# 喜多村和之
喜多村和之（きたむら　かずゆき、1936年1月1日 - 2013年12月25日）は、日本の教育学者。位階は従四位。
- 『誰のための大学か 大衆化の理想と現実』日経新書 1980
- 『大学教育の『大学への旅 体験的比較大学考』紀伊国屋書店 1995
- 『人は学ぶことができるか 教師と弟子』
- 『大学は生まれ変われるか 国際化する大学評価のなかで』中公新書 20

- 『科学技術文献略語辞典』改訂増補版 カワ文献セミナー 1963
- “Changes in the Japanese university:A comparative perspective” W.K.Commings,Ikuo Amano 共編，1979
- 『大学教育とは何か』編 玉川大学出版部 1988
- 『学校淘汰の研究 大学「不死」幻想の終焉』編 東信堂 1989
- 『大学授業の研究』片岡徳雄共編 玉川大学出版部 1989
- 『アメリカの教育 「万人のための教育」の夢』編 弘文堂 1992
- 『現代の大学院教育』市川昭午共編 玉川大学出版部 1995
- 『高等教育と政策評価』編 玉川大学出版部 2000

## 翻訳
- コロンビア大学紛争事実調査委員会編『コロンビア大学の危機 コックス・レポート』東京大学出版会 大学問題シリーズ 1970
- P.G.アルトバック『政治のなかの学生 国際比較の視点から』東京大学出版会 UP選書 1971
- マーチン・トロウ『高学歴社会の大学 エリートからマスへ』天野郁夫共訳 東京大学出版会 UP選書 1976
- ロンドン大学教育研究所大学教授法研究部『大学教授法入門 大学教育の原理と方法』馬越徹、東曜子共編訳 玉川大学出版部 1982
- デヴィッド・リースマン『高等教育論 学生消費者主義時代の大学』福島咲江,玉岡賀津雄,江原武一,塩崎千枝子共訳 玉川大学出版部 1986
- J.B.L.ヘファリン『大学教育改革のダイナミックス』友田泰正,石田純共訳 玉川大学出版部 1987
- アーネスト・L.ボイヤー『アメリカの大学・カレッジ』伊藤彰浩,舘昭共訳 リクルート出版 1988
- D.W.スチュワート, H.A.スピル『学歴産業 学位の信用をいかに守るか』坂本真理子,加沢恒雄,石塚公康共訳 玉川大学出版部 1990
- 『大学・カレッジ自己点検ハンドブック 米国ニューイングランド地区『基準認定の手引』より』前田早苗,早田幸政,工藤潤共訳 紀伊国屋書店 1992
- クラーク・カー『アメリカ高等教育試練の時代 1990-2010年』監訳 玉川大学出版部 1998
- クラーク・カー『アメリカ高等教育の歴史と未来 21世紀への展望』監訳 玉川大学出版部 1998
- H.R.ケルズ『大学評価の理論と実際 自己点検・評価ハンドブック』舘昭,坂本辰朗共訳 東信堂 1998
- M.トロウ『高度情報社会の大学 マスからユニバーサルへ』編訳 玉川大学出版部 2000

## 論文
- Cinii